# Pratura acuminata
Pratura acuminata är en insektsart som beskrevs av Naudé 1926. Pratura acuminata ingår i släktet Pratura och familjen dvärgstritar. Inga underarter finns listade i Catalogue of Life.